# HD 78791
HD 78791 ( eller HR 3643) är en dubbelstjärna i den södra delen av stjärnbilden Kölen, som också har Bayer-beteckningen G Carinae. Den har en skenbar magnitud av ca 4,48 och är svagt synlig för blotta ögat där ljusföroreningar ej förekommer. Baserat på parallaxmätning inom Hipparcosuppdraget på ca 8,1 mas, beräknas den befinna sig på ett avstånd på ca 401 ljusår (ca 123 parsek) från solen. Den rör sig bort från solen med en heliocentrisk radialhastighet på ca 23 km/s.

## Egenskaper
Primärstjärnan HD 78791 A är en gul till vit ljusstark jättestjärna av spektralklass F8 II, 
som har förbrukat förrådet av väte i dess kärna och utvecklats bort från huvudserien. Den har en massa som är  2-5 solmassor, en radie som är ca 13 solradier och har ca 206 gånger solens utstrålning av energi från dess fotosfär vid en effektiv temperatur av ca 6 000 K. Den är en av de tyngsta kända stjärnorna med en vit dvärg som följeslagare.
Karaktären av dubbelstjärna hos HD 78791 upptäcktes första gången 1996 som ett överskott av ultraviolett strålning. Ingen variation i radiell hastighet har observerats vilket tyder på att den är en vid konstellation med en omloppsperiod på upp till 21 år.  Den har en uppskattad halv storaxel för omloppsbanan av 10,90 AE. Paret upplöstes inte av instrumentet WFPC2 i Hubbleteleskopet. Följeslagaren är en vit dvärg av spektralklass DA1.6 med en massa av 0,74 solmassa och en effektiv temperatur av ca 22 500 K. Den är en källa till hård röntgenstrålning.